# Castilla-La Mancha Fútbol Sala
Il Caja Toledo Fútbol Sala fu un club spagnolo di calcio a 5 di Talavera de la Reina, esistito tra il 1984 e il 2000.
Nella sua storia vinse due titoli di campione di Spagna, una Coppa del Re e una Supercoppa e, fuori dai confini, un European Champions Tournament.

## Storia
Il Caja Toledo Fútbol Sala, conosciuto dalla stagione 1996-1997 come Club Deportivo Castilla-La Mancha Fútbol Sala ma più spesso denominato semplicemente come CLM Talavera, fu una squadra di calcio a 5 de División de Honor della Liga Nacional de Fútbol Sala di Spagna. Ebbe la sua sede di gioco a Toledo fino al 1996, quando venne trasferita a Talavera de la Reina, una città facente parte sempre della provincia di Toledo.
Il Caja Toledo si aggiudicò il primo trofeo nel 1991 quando vinse quella che rimane la sua unica Coppa di Spagna, l'anno successivo si aggiudicò il suo primo campionato nazionale e nel 1993 completò il ciclo con la Coppa Iberica e le finali di campionato e coppa di Spagna. Dopo un periodo di risultati sportivi più deludenti (tre finali tra campionato e coppa nel periodo dal 1995 al 1996) ed il cambio di denominazione nel 1995 in Toledart FS, lo spostamento a Talavera de la Reina offre nuovi impulsi alla squadra che inizia un nuovo ciclo aureo che la porterà immediatamente alla vittoria nel campionato 1996/1997 ed alla successiva conquista della Supercoppa di Spagna, e l'anno successivo alla conquista della sua prima ed unica Coppa dei Campioni vinta sul parquet amico ai danni della MFK Dina Moskva.
Dopo due nuove finali di Coppa ed un secondo posto in campionato nel periodo dal 1998 al 2000, il presidente e massimo azionista Vicente Nieto mise in vendita il titolo sportivo al termine della stagione 1999-2000, che fu acquistato dalla formazione dell'Azkar Lugo Fútbol Sala. La causa fu il rifiuto del comune di Talavera de la Reina di sponsorizzare la formazione per cento milioni di pesetas, a fronte di una devoluzione annua che all'epoca era di cinquanta milioni di pesetas.
La squadra filiale in División de Plata, attualmente denominata Azulejos Ramos Talavera, sfruttò la base di lavoro del CLM dissolto, ma non è mai riuscita a salire definitivamente in prima divisione.
Il CLM Talavera è stato allenato anche dal trainer spagnolo Jesús Velasco che in Italia ha trovato la sua seconda vita, vincendo in terra italiana altri sei titoli nazionali.

## Palmarès
- Campionato spagnolo: 2
1991-92, 1996-97
- 1 Coppa di Spagna (1990-1991)
- 1 Supercoppa di Spagna (1997)
- 1 European Champions Tournament (1998)